# Горенко, Анна
А́нна Горе́нко (настоящее имя А́нна Григо́рьевна Карпа́; 6 января 1972, Бендеры, Молдавская ССР, СССР — 4 апреля 1999, Тель-Авив, Израиль) — русская поэтесса и писательница, жившая в Израиле.

## Биография
Анна Карпа начала писать стихи в пятнадцать лет. В 1990 году, едва достигнув совершеннолетия, переехала в Израиль, где жила главным образом в молодёжных коммунах. В качестве псевдонима в 1991 году взяла девичью (настоящую) фамилию Анны Ахматовой.
Стихи и проза Анна Горенко публиковались в журналах «Солнечное сплетение», «Двоеточие», «Обитаемый остров» и других израильских периодических изданиях. Умерла на 28-м году жизни от передозировки героина.
По мнению многих, лично знавших Анну Горенко, её жизнь была «растянувшившимся самоубийством».:41 Её физиологические ресурсы были, вероятно, единственной формой кредита, которой она могла свободно пользоваться. Тем не менее, приняв единожды важное для себя решение, она проматывала отпущенное природой с громадным азартом и такой внутренней свободой, которые исключают версию о безвольном качении вниз по наклонной плоскости. Её угрожающий для всякого здравомыслящего человека жизненный выбор представляется предельно сознательным и независимым.
По мнению Евгения Сошкина, Горенко была пожизненно заворожена идеей смерти, самим словом “смерть” и его многочисленными производными. В подавляющем большинстве её стихотворений тема смерти задана как основная или возникает семантически и лексически, прямым называнием или присутствием. Собственно смерть и бессмертие не поддаются у Горенко какому-либо внятному разграничению: противоборствуя, вера в вечную жизнь и ужас перед безжизненной вечностью сообщают загробным фантазиям то позитивные, то негативные коннотации, которые зачастую контрастно соседствуют.
Ни литературная работа, ни элементарные жизненные потребности так и не смогли удержать её от последовательного саморазрушения и ухода. Она пыталась покончить с собой несколько раз и даже предупреждала об этом тех людей, которых считала важными или близкими для себя. В конце концов, характер её смерти оказался таков, что нельзя доподлинно установить и сделать однозначный вывод, самоубийством это было или нет.

Я почему-то думал, что её спасёт талант. Вселённый в ум, организующий быт талант (не родственный даже двоюродно общей одаренности, не говоря об способностях, которые лишь побуждают к включению гений, а не являются его причиной). Ответственный за всё талант — пилот. Спасет, чтобы всё успела написать талантливая наша Анечка, написать все, что положено именно ей — Ане Горенко. Кажется, сие — что талант организует жизнь и упорядочивает судьбу, вся эта добродетельная иллюзия — издержки, шелупонь кружка романтической авиамодели. <...>
Эта паскуда, Анечки смерть, по-моему, была неграмотна, дрянь, читать не умела по-русски.
Ей, отличному, штучному поэту, досталась смерть из подворотни, смерть пэтэушницы, смерть чмо. Зато, конечно, быстро, качественно. В смысле — однозначно. Как дворнягу переехало.— Михаил Генделев, «Японец в кипятке» (1999)
При жизни Анна Горенко так и не смогла издать ни одной своей книги, следовали только редкие журнальные публикации коротких и небольших по размеру поэтических подборок. Но зато посмертно было издано пять стихотворных сборников: «Малое собрание» (составитель и комментатор Владимир Тарасов), «Стихи» (составитель Евгений Сошкин), «Праздник неспелого хлеба» (составители Илья Кукулин и Евгений Сошкин), «Сочинения» (составитель и комментатор Владимир Тарасов), «Успевай смотреть» (включивший в себя также прозу автора; составитель и комментатор Владимир Тарасов).
По мнению поэта и критика Данилы Давыдова, «<п>одобно Борису Поплавскому, которого младшее поколение первой эмиграции ощущало своим оправданием, Анна Горенко оказывается оправданием и русскоязычной молодой литературы в диаспоре, да — в некотором смысле — и нас всех».